# Henri François d'Aguesseau
Henri François d'Aguesseau (Limoges, 27 novembre 1668 – Parigi, 9 febbraio 1751) è stato un giurista e politico francese.
Fu avvocato generale (1690), procuratore generale (1700) al Parlamento di Parigi, e ricoprì la carica di cancelliere di Francia (1717-18; 1720-22; 1727-50)
Egli operò al fine d'un processo di razionalizzazione del diritto sulla scia delle idee nel secolo precedente di Luigi XIV, il quale tramite le Ordonnances voleva operare verso un'unificazione e riorganizzazione statale cercando di omogeneizzare quanto più possibile i vari particolarismi presenti in Francia.
D'Aguesseau propose innovazioni nel diritto privato, pubblico, fedecommessi.
Una delle sue idee fondamentali è che vi sia una facile reperibilità della norma: il sovrano deve intervenire e riuscire attraverso lo strumento legislativo ad unificare l'esasperato particolarismo giuridico, ma il tutto tramite interventi parziali. Per quanto concerne il sistema delle fonti, esso resta inalterato. D'Aguesseau introdusse così l'idea del "Positivismo esegetico": l'idea d'un codice chiaro e semplice viene vista come condizione di conoscenza del diritto sia come autonomo sia alla portata di tutti.
Idee simili le espose nelle sue "Ordinanze" nel campo civile:
- 1731 sulle donazioni,
- 1735 sui testamenti,
- 1741 sui fedecommessi.